# Клеторологіон
Клеторологіон Філофея (грец. Κλητορολόγιον) — найдовший і найважливіший із створених у Східній Римській імперії (Візантії) списків посад і трактатів про Тактику. 
Назва походить від давньогрецького Κλητορολόγια - "список звань"; дослівно κλητός - "звання" + λόγος - "вчення"). Один з перших детальних описів табелю про ранги, де описано як саме і де має сідати за імператорський стіл візантійська знать, щоб уникнути будь-яких помилок.
Був опублікований у вересні 899 року під час правління імператора Лева VI Мудрого, що  правив у 886–912 роках, невідомим протоспатарієм і атріклінесом Філофеєм. Як атріклінес Філофей відповідав за прийом гостей на імператорському дворі, надання їм почестей та постановка на місцях, відповідно до їхнього місця в імператорській ієрархії. У передмові до своєї праці він прямо стверджує, що склав цей трактат як «точне викладення порядку імператорських прийомів, бенкетів, назви та значення кожного титулу, складеного на основі стародавньої клеторології», і рекомендує його прийняти при імператорському дворі. 
52-а глава «Книги про церемонії» і є Клеторологіон Філофея, вона озаглавлена: «Дослідження про порядок імператорського чину, про номенклатуру і почесті, покладені кожній гідності, складене при христолюбному і наймудрішому нашому імператорі, у вересні місяці 3 індикту в літо від створення світу 6408, Філофеєм, імператорським протоспафарієм і артикліном».

## Титули
Відповідно до трактату Філофея найвищими титулами Східної Римської імперії вище всіх посад і чинів були:
- Патріарх Константинопольський,
- Цезар або кесарь (молодший «імператор», співправитель, спадкоємець імператора),
- Новелісим (близький родич імператора),
- Куропалат (керівник імператорської охорони, пізніше титул використовували грузинські, вірменські та причорноморські володарі),
- Василеопатор або Базілевсопатор (вихователь майбутнього імператора),
- Зоста Патриція (вищий жіночий титул),
- Магістр,
- Ректор,
- Сінкель,
- Архієпископ Болгарії.

До 1-го класу титулів і звань відносились:
- Патрикії (члени сінкліта, сенату імперії, що отримували від імператора золотий пасок,
- Доместики Схол,
- Анфіпати патрикії та стратигі фем,
- Митрополіти,
- Архієпископи,
- Єпископи,
- Примикірій| євнухів кувуклія (імператорської спочивальні),
- Протоспафарії (носили на шиї обсипаний дорогоцінним камінням золотий ланцюг, отриманий особисто від імператора).

До 2-го класу титулів і звань відносились:
- Cпафарокандідати,
- Спафарокувикуларії,
- Пресвітери,
- Ігумени,
- Дісинати.

До 3-го класу титулів і звань відносились:
- Спафарії,
- Диакони,
- Протопопи,
- аподоместики,
- клисурархи,
- турмархи,
- топотириты схол.

До 4-го класу титулів і звань відносились: 
- іпати, нотарії, клирики, кандидати, мандатори, коміти, веститори та інші чиновники та придворні.

А також інші особи, значимість яких вимагала відповідного класу, ступеня і чину.